# Phương diện quân Belorussia 2
Phương diện quân Belorussia 2 (tiếng Nga: 2-й Белорусский фронт) là một tổ chức tác chiến chiến lược của Hồng quân Liên Xô trong Thế chiến thứ hai. Hướng tác chiến chủ yếu của phương diện quân trong thời gian chiến tranh là Belarus, Ba Lan và Đông Phổ.
Phương diện quân Belorussia 2 được thành lập vào tháng 2 năm 1944 khi Liên Xô đẩy lùi người Đức về phía Byelorussia. Đại tá Pavel Kurochkin trở thành chỉ huy đầu tiên.

## Lịch sử

### Thành lập
Phương diện quân Belorussia 2 được thành lập vào ngày 24 tháng 2 năm 1944 theo chỉ thị của Đại bản doanh Bộ Tổng tư lệnh tối cao (Stavka) ngày 17 tháng 2 năm 1944 với mục đích chuẩn bị cho hướng tấn công ở Belarus. Lực lượng chủ lực ban đầu của phương diện quân gồm các tập đoàn quân 47, 61, 70 và tập đoàn quân không quân 6. Hạm đội Dniepr cũng được phối thuộc vào lực lượng của phương diện quân.
Ngày 15 tháng 3, phương diện quân đã tiến hành cuộc tấn công lớn vào tuyến tiếp giáp giữa Cụm tập đoàn quân Trung tâm và Cụm tập đoàn quân Nam của Đức Quốc xã. Ban đầu, lực lượng của phương diện quân phát triển thuận lợi, giải phóng được Kovel, nhưng sau những trận chiến khốc liệt, họ đã bị quân Đức đẩy lùi. Do thiếu lực lượng, bộ chỉ huy Liên Xô buộc phải ra lệnh ngừng tiến công. Trong Chiến dịch tấn công Polesia, tuy không hoàn thành tất cả các mục tiêu đề ra, nhưng phương diện quân đã giam chân được một lực lượng lớn của quân Đức, tạo điều kiện thuận lợi cho một cuộc tấn công tiếp theo ở Belarus.
Ngày 5 tháng 4 năm 1944, phương diện quân được giải thể theo chỉ thị của Stavka ngày 2 tháng 4 năm 1944. Các đơn vị trực thuộc được chuyển sang Phương diện quân Belorussia 1.

### Tái lập
Phương diện quân Belorussia 2 được tái lập ngày 24 tháng 4 năm 1944 theo chỉ thị Stavka ngày 19 tháng 4 năm 1944. Thành phần chủ lực của phương diện quân gồm có các tập đoàn quân 33, 49, 50 và tập đoàn quân không quân 4, rút ra từ Phương diện quân Tây (sau đó đổi tên thành Phương diện quân Belorussia 3).
Trong tháng 5 năm 1944, phương diện quân chiến đấu trên các chiến trường địa phương ở Belorussia, bí mật chuẩn bị cho Chiến dịch Bagration. Ngày 23 tháng 6, Chiến dịch Bagration bắt đầu, các lực lượng của phương diện quân đã tiến hành tấn công theo hướng Mogilev, phá vỡ tuyến phòng thủ kiên cố của quân Đức dọc theo các con sông Pronya, Basya và Dnieper và đến ngày 28 tháng 6 đã giải phóng Mogilev. Tháng 7 năm 1944, phương diện quân phối hợp chặt chẽ với các phương diện quân khác, đã tham gia giải phóng Minsk và Białystok.
Từ tháng 8 đến tháng 11 năm 1944, phương diện quân phối hợp với Phương diện quân Belorussia 1, thực hiện chiến dịch Lomza-Ruzhan, mở rộng địa bàn kiểm soát ở Tây Belarus và Đông Ba Lan, xây dựng đầu cầu chiến lược cho cuộc tấn công của Hồng quân trong chiến dịch Đông Phổ vào tháng 1 năm 1945.
Vào ngày 14 tháng 1, phương diện quân đã phát động cuộc tấn công ở Đông Phổ. Đến ngày 26 tháng 1, các đơn vị thuộc phương diện quân đã tiến sâu 230 km, chiếm được một đầu cầu ở khu vực Bromberg bên bờ trái của Vistula, sau đó tiến đến bờ biển Baltic ở khu vực Tolkemit và cắt rời các lực lượng Đức ở Đông Phổ với khu vực nội địa của Đức.
Ngày 10 tháng 2, phương diện quân tiến hành cuộc tấn công ở Đông Pomerania. Trong 10 ngày chiến đấu khốc liệt và dai dẳng, các đơn vị thuộc phương diện quân chỉ có thể tiến được 40–60 km và buộc phải ngừng cuộc tấn công. Ngày 24 tháng 2, phương diện quân được tăng cường thêm tập đoàn quân 19 và tập đoàn quân xung kích 2, đã tấn công Keslin. Cùng lúc đó, lực lượng cánh phải của Phương diện quân Belorussia 1 cũng phát động tấn công. Đến ngày 5 tháng 3, lực lượng của cả 2 phương diện quân đã cắt ngang cụm quân Đức ở Đông Pomerania và đến bờ biển Baltic. Sau đó, Phương diện quân Belorussia 2 bắt đầu tiến về phía Đông Đắc, nắm quyền kiểm soát các thành phố Gdynia và Danzig.
Sau khi kết thúc chiến dịch Đông Pomerania, các đơn vị thuộc phương diện quân được đưa vào trận chiến quyết định cho Berlin. Ngày 16 tháng 4, phương diện quân đã tiến hành tấn công, vượt qua Oder ở vùng thấp hơn và tiến sâu 200 km, đánh bại cụm quân Stenier, đảm bảo cho sườn phải của Phương diện quân Belorussia 1 khi tiến vào Berlin từ phía bắc. Một bộ phận của tập đoàn quân 19 tiến vào kiểm soát hòn đảo Bornholm của Đan Mạch vào ngày 9 tháng 5.
Ngày 10 tháng 6 năm 1945, Phương diện quân Belorussia 2 được giải thể theo chỉ thị của Stavka ngày 29 tháng 5 năm 1945.

## Lãnh đạo phương diện quân

### Tư lệnh
| STT | Ảnh | Họ tên           | Thời gian sống | Thời gian tại nhiệm            | Cấp bậc tại nhiệm                    | Ghi chú          |
| --- | --- | ---------------- | -------------- | ------------------------------ | ------------------------------------ | ---------------- |
| 1   |     | P.A. Kurochkin   | 1900 – 1989    | tháng 2, 1944 - tháng 4, 1944  | Thượng tướng (1943)                  | Đại tướng (1945) |
|     |     |                  |                |                                |                                      |                  |
| 2   |     | I.Ye. Petrov     | 1896 – 1958    | tháng 4, 1944 - tháng 6, 1944  | Thượng tướng (1944)                  | Đại tướng (1944) |
| 3   |     | G.F. Zakharov    | 1897 - 1957    | tháng 6, 1944 - tháng 11, 1944 | Thượng tướng (1944) Đại tướng (1944) |                  |
| 4   |     | K.K. Rokossovsky | 1896 - 1968    | tháng 11, 1944 - tháng 6, 1945 | Nguyên soái Liên Xô (1944)           |                  |

### Ủy viên Hội đồng quân sự
| STT | Ảnh                                   | Họ tên         | Thời gian sống | Thời gian tại nhiệm           | Cấp bậc tại nhiệm  | Ghi chú             |
| --- | ------------------------------------- | -------------- | -------------- | ----------------------------- | ------------------ | ------------------- |
| 1   |                                       | F.Ye. Bokov    | 1903 - 1984    | tháng 2, 1944 - tháng 4, 1944 | Trung tướng (1943) |                     |
|     |                                       |                |                |                               |                    |                     |
| 2   |                                       | L.Z. Mekhlis   | 1889 - 1953    | tháng 4, 1944 - tháng 7, 1944 | Trung tướng (1942) | Thượng tướng (1944) |
| 3   | Tập tin:Субботин, Никита Егорович.jpg | N.Ye. Subbotin | 1904 - 1968    | tháng 7, 1944 - tháng 6, 1945 | Trung tướng (1944) |                     |

### Tham mưu trưởng
| STT | Ảnh                                                   | Họ tên          | Thời gian sống | Thời gian tại nhiệm           | Cấp bậc tại nhiệm                      | Ghi chú                                                                                            |
| --- | ----------------------------------------------------- | --------------- | -------------- | ----------------------------- | -------------------------------------- | -------------------------------------------------------------------------------------------------- |
| 1   |                                                       | V.Ya. Kolpakchi | 1899 – 1961    | tháng 2, 1944 - tháng 4, 1944 | Trung tướng (1943)                     | Đại tướng (1961)                                                                                   |
|     |                                                       |                 |                |                               |                                        | |
| 2   | Tập tin:Liubarskiy.jpg                                | S.I. Lubarsky   | 1896 - 1945    | tháng 4, 1944 - tháng 5, 1944 | Trung tướng (1944)                     | Tử thương trên chiến trường 16 tháng 4 năm 1945 khi băng qua sông Neisse gần thành phố Forst (Đức) |
| 3   | Tập tin:Боголюбов, Александр Николаевич (генерал).jpg | A.N. Bogolyubov | 1900 - 1956    | tháng 5, 1944 - tháng 6, 1945 | Trung tướng (1943) Thượng tướng (1945) | |

## Biên chế chủ lực

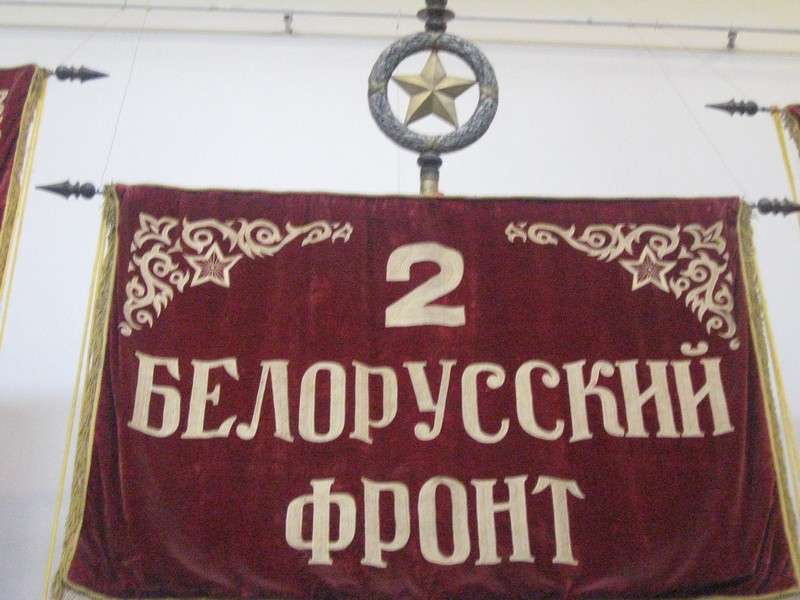
Cờ hiệu chiến thắng của phương diện quân tại bảo tàng Moskva.

### 1 tháng 4 năm 1944
- Tập đoàn quân 47
- Tập đoàn quân 61
- Tập đoàn quân 70
- Tập đoàn quân không quân 6

### 1 tháng 7 năm 1944
- Tập đoàn quân 33
- Tập đoàn quân 49
- Tập đoàn quân 50
- Tập đoàn quân không quân 4

### 1 tháng 10 năm 1944
- Tập đoàn quân 3
- Tập đoàn quân 48
- Tập đoàn quân 49
- Tập đoàn quân 50
- Tập đoàn quân không quân 4

### 1 tháng 1 năm 1945
- Tập đoàn quân xung kích 2
- Tập đoàn quân 3
- Tập đoàn quân 48
- Tập đoàn quân 49
- Tập đoàn quân 50
- Tập đoàn quân 65
- Tập đoàn quân 70
- Tập đoàn quân xe tăng cận vệ 5
- Tập đoàn quân không quân 4

### 1 tháng 4 năm 1945
- Tập đoàn quân xung kích 2
- Tập đoàn quân 13
- Tập đoàn quân 49
- Tập đoàn quân 65
- Tập đoàn quân 70
- Tập đoàn quân xe tăng cận vệ 5
- Tập đoàn quân không quân 4

## Các chiến dịch lớn đã tham gia
- Chiến dịch tấn công Polesia
- Chiến dịch Bagration

- Chiến dịch Mogilev
- Chiến dịch Belostok

- Chiến dịch Đông Phổ
- Chiến dịch Mlaw-Elbing
- Chiến dịch Đông Pomerania
- Chiến dịch Berlin